# De Phoenix (beeldhouwwerk)

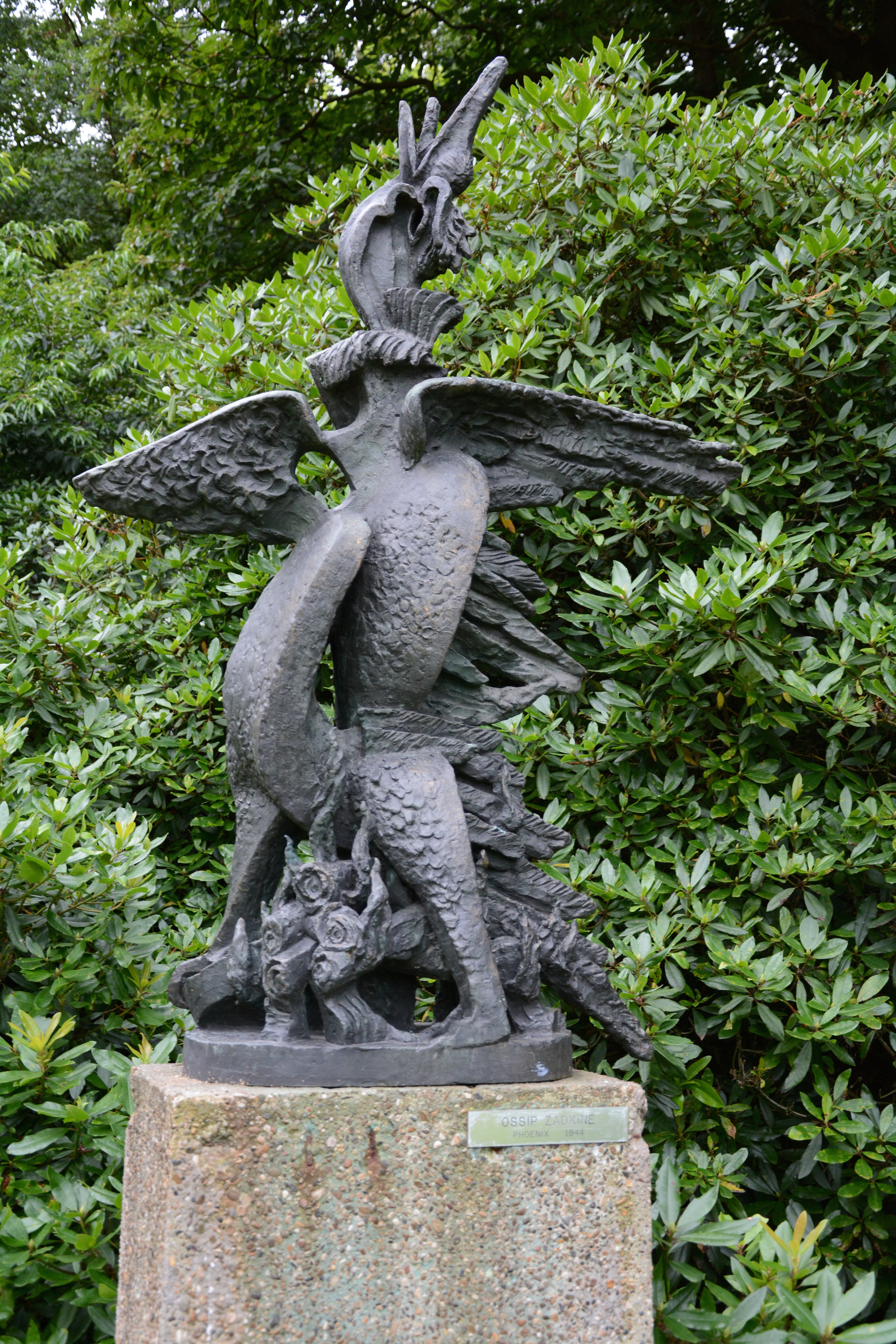

De Phoenix is een beeldhouwwerk gemaakt door Ossip Zadkine in 1944 en staat nu in Middelheim-hoog in Antwerpen. Het is gemaakt uit brons en stelt een feniks voor.

## Kenmerken

### Materiaal en uitvoering
Zoals zoveel werken van Zadkine is ook dit beeld gemaakt uit brons. Het oppervlak van het beeld is onregelmatig en glad. Het beeld is heel waarschijnlijk gepolijst, maar desondanks is de natuurlijke aard van het gebruikte materiaal te zien. Het beeld is grijs, groenig en zwart. Het is niet gepolychromeerd (=gekleurd). Het beeld staat in Middelheim-hoog bijna verstopt tussen de struiken. Het maakt geen deel uit van een totaalontwerp.

### Driedimensionaliteit
De Phoenix is een vrijstaand beeld en is langs alle kanten esthetisch afgewerkt. Er is redelijk veel schaduw, maar ook veel licht. De schaduw wordt veroorzaakt door het onregelmatige oppervlak. Het spreidt zijn vleugels en lijkt te schreeuwen.

### Compositie
Het is geen realistische plaatsing van beeldelement. Hoewel een feniks een fabeldier is, zou een dier met zoveel gaten in zijn lichaam niet kunnen bestaan. Het lijkt alsof de beeldhouwer te weinig brons had en dus maar delen heeft weggelaten. De positie van de beeldelementen kloppen ook niet. Sommige poten zie je in vooraanzicht, terwijl je het in zijaanzicht zou moeten zien. Het is een dynamisch beeld, alweer door de schreeuw. Het straalt ook onrust uit, door de kop die in de lucht is gestoken en de vleugels die wijd open staan. Er wordt niet echt beweging gesuggereerd.

## Interpretatie beeldhouwwerk
Het beeld stelt een feniks voor, zowel de titel als het beeld zelf verwijzen hier naar. Een feniks is een fabeldier uit de Griekse en Chinese mythologie. De Grieken geloofden dat de feniks in staat was steeds weer opnieuw uit zijn eigen as herboren te worden. Hij zal dan boven in een boom van kruiden een nest maken en daarin verbranden. Door de geur van de kruiden zal hij opnieuw geboren worden. In de Chinese cultuur staat het dier voor het vrouwelijke geslacht op de wereld.
Ze kunnen ook zichzelf genezen en hun tranen zouden zelfs mensen kunnen genezen.

## Situering van stijl
Zadkine had een eigen stijl, met twee invloeden: kubisme en Barok.